# James Lawton Collins Jr.
Pour les articles homonymes, voir Collins.
Ne doit pas être confondu avec James Lawton Collins.
James Lawton Collins Jr. est un militaire américain. Brigadier général dans l'armée américaine, il est né le 5 novembre 1917 à El Paso et mort le 6 mai 2002 à Middleburg.
Il participe à la Seconde Guerre mondiale, à la guerre de Corée et à la guerre du Viêt Nam. Par la suite, il devient historien militaire.
Il est le fils du militaire James Lawton Collins, neveu de Joseph Lawton Collins et le frère aîné du militaire et astronaute d'Apollo 11 Michael Collins.
Il est inhumé au cimetière national d'Arlington.